# Helina chaetopyga
Helina chaetopyga este o specie de muște din genul Helina, familia Muscidae. A fost descrisă pentru prima dată de Malloch în anul 1921. Conform Catalogue of Life specia Helina chaetopyga nu are subspecii cunoscute.